# 1921
- Wikisource

| Calendário gregoriano                                                        | 1921 MCMXXI                         |
| Ab urbe condita                                                              | 2674                                |
| Calendário arménio                                                           | 1370 – 1371                         |
| Calendário bahá'í                                                            | 77 – 78                             |
| Calendário budista                                                           | 2465                                |
| Calendário chinês                                                            | 4617 – 4618 Início a 8 de fevereiro |
| Calendário copta                                                             | 1637 – 1638                         |
| Calendário etíope                                                            | 1913 – 1914                         |
| Calendários hindus - Vikram Samvat - Calendário nacional indiano - Cáli Iuga | 1976 – 1977 1842 – 1843 5021 – 5022 |
| Calendário Holoceno                                                          | 11921                               |
| Calendário islâmico                                                          | 1340 – 1341                         |
| Calendário judaico                                                           | 5681 – 5682 Início a 3 de outubro   |
| Calendário persa                                                             | 1299 – 1300 Início a 21 de março    |
| Calendário rúnico                                                            | 2171                                |
| Calendário solar tailandês                                                   | 2464                                |

1921 (MCMXXI, na numeração romana)  foi um ano comum do século XX do actual calendário gregoriano, da Era de Cristo, e a sua letra dominical foi B (52 semanas), teve início a um sábado e terminou também a um sábado.
| Ano completo                   |
| ------------------------------ |
| Ano comum com início ao sábado |

## Eventos
Ver Artigos temáticos do ano
- 8 de Janeiro - Os restos mortais do casal imperial foram repatriados para o Brasil, sendo recebidos com homenagens em memória de D. Pedro II e D. Teresa Cristina.
- 31 de maio a 1 de junho — Distúrbios raciais de Tulsa em 1921

## Nascimentos
- 22 de fevereiro — Jean-Bédel Bokassa, presidente da República Centro-Africana de 1966 a 1976 e imperador centro-africano de 1976 a 1979 (m. 1996)
- 21 de março — Abdul Salam Arif, presidente do Iraque de 1963 a 1966 (m. 1966).
- 3 de abril — Maria Clara Machado, atriz, escritora, e dramaturga brasileira (m. 2001)
- 9 de abril — Isaac Navón, presidente de Israel de 1978 a 1983. (m. 2015)
- 5 de maio — Del Martin, ativista e jornalista americana (m. 2008).
- 8 de junho — Suharto, presidente da Indonésia de 1967 a 1998 (m. 2008).
- 10 de junho - Filipe, Duque de Edimburgo, consorte da Rainha Elizabeth II de 1952 a 2021. (m. 2021)
- 30 de junho — Oswaldo López Arellano, presidente das Honduras de 1963 a 1971 e de 1972 a 1975. (m. 2010)
- 1 de julho - Edgar Carício de Gouvêa, bispo brasileiro (m. 2000).
- 15 de julho - Jean Heywood, atriz britânica (m. 2019).
- 28 de agosto — Lidia Gueiler Tejada, presidente da Bolívia de 1979 a 1980. (m. 2011)
- 17 de setembro — Virgilio Barco Vargas, Presidente da República da Colômbia de 1986 a 1990 (m. 1997).
- 19 de setembro — Paulo Freire, pedagogo, filósofo e educador brasileiro (m. 1997)
- 30 de setembro — Sagramor de Scuvero Brandão, radialista, atriz e vereadora brasileira (m. 1995)
- 19 de outubro — George Nader, ator americano (m. 2002)
- 21 de outubro — Elza Cansanção Medeiros, militar brasileira de enfermagem (m. 2009).

- 23 de novembro — Mamie Till, ativista americana (m. 2003).

## Mortes
- 9 de janeiro — Rafael Antonio Gutiérrez, presidente de El Salvador de 1894 a 1898 (n. 1845)
- 27 de janeiro — Justiniano Borgoño, presidente do Peru durante alguns meses de 1894 (n. 1836)
- 16 de agosto — Pedro I da Sérvia, Rei da Sérvia e Rei dos Sérvios, Croatas e Eslovenos de 1903 a 1921 (n. 1844)
- 14 de novembro - Isabel de Bragança, Princesa Imperial do Brasil de 1850 a 1921 (n. 1846).

## Prémios Nobel
- Física — Albert Einstein.[1]
- Química — Frederick Soddy.[2]
- Literatura — Anatole France.[3]
- Paz — Karl Hjalmar Branting[4] Christian Lous Lange.[4]
- Medicina — não atribuído.

## Epacta e idade da Lua
| Epacta gregoriana | 21 (XXI) |
| Idade da Lua      | Letra B  |

## Por tema
- 1921 na arte
- 1921 no Brasil
- 1921 na ciência
- 1921 no cinema
- 1921 no desporto
- 1921 no jornalismo
- 1921 na literatura
- 1921 na música
- 1921 na política
- 1921 em Portugal
- 1921 no teatro
- 1921 na televisão